# Lista do Patrimônio Mundial na Guiné
A Organização das Nações Unidas para a Educação, a Ciência e a Cultura (UNESCO) propôs um plano de proteção aos bens culturais do mundo, através do Comité sobre a Proteção do Património Mundial Cultural e Natural, aprovado em 1972. Esta é uma lista do Patrimônio Mundial existente na Guiné, especificamente classificada pela UNESCO e elaborada de acordo com dez principais critérios cujos pontos são julgados por especialistas na área. A República da Guiné, país litorâneo do oeste africano banhado pelo Golfo da Guiné e de grande variedade étnica e cultural devido ao seu histórico como rota de comércio colonial, ratificou a convenção em 18 de março de 1979, tornando seus locais históricos elegíveis para inclusão na lista.
O sítio Reserva Natural Integral do Monte Nimba foi o primeiro bem da Guiné reconhecido como Patrimônio Mundial por ocasião da 5ª Sessão do Comité do Patrimônio Mundial, realizada em Sydney (Austrália) em 1981. Compartilhado com a Costa do Marfim, o sítio foi posteriormente incluído na Lista do Patrimônio Mundial em perigo desde 1992 em decorrência dos conflitos armados locais que ameaçam a estabilidade e conservação natural da área do sítio. 

## Bens culturais e naturais
A Guiné conta atualmente com os seguintes sítios declarados como Patrimônio da Humanidade pela UNESCO:
| | Reserva Natural Integral do Monte Nimba |
| Bem natural inscrito em 1981, em perigo desde 1992. |                                         |
| Localização: Zerecoré |                                         |
| Este bem é compartilhado com: Costa do Marfim. |                                         |
| Localizado nos confins da Guiné, Libéria e Costa do Marfim, o Monte Nimba domina uma paisagem de savana circundante. Suas encostas, cobertas por uma floresta densa que cresce ao pé de prados de grama, abrigam uma flora e fauna de riqueza especial, com espécies endêmicas como o sapo viviparas ou chimpanzés que usam pedras como utensílios. (UNESCO/BPI) |                                         |

## Lista Indicativa
Em adição aos sítios inscritos na Lista do Patrimônio Mundial, os Estados-membros podem manter uma lista de sítios que pretendam nomear para a Lista de Patrimônio Mundial, sendo somente aceitas as candidaturas de locais que já constarem desta lista. Desde 2016, a Guiné possui 3 locais na sua Lista Indicativa.
| Sítio                                                                  | Imagem | Localização | Ano  | Dados UNESCO          | Descrição |
| ---------------------------------------------------------------------- | ------ | ----------- | ---- | --------------------- | --- |
| Arquitetura vernacular e paisagem cultural Mandinga do Gberedou/Hamana |        | Cancã       | 2001 | Cultural: (ii)(v)(vi) | Localizado a 50 km a nordeste de Kouroussa e 40 km a sudoeste de Cancã, Gberedou/Hamana é um dos centros históricos e culturais mais importantes da Guiné. Parte integrante da Alta Guiné, não somente conserva todas as características arquitetônicas e naturais de seu apogeu bem como se mantém como um dos centros de efervescência da civilização Mandinga, atestando a história de toda a Guiné e até mesmo de toda a África Ocidental. |